# Roland Beuge
Roland Beuge (* 1966 in Mülheim an der Ruhr) ist ein deutscher Moderator. Bekannt wurde er durch seine Auftritte in der ehemals auf WDR Fernsehen laufenden Sendung Der Trödel-King.

## Karriere
Beuges Interesse an Trödel und Antiquitäten wurden nach seiner Konfirmation geweckt. Er bekam viel weniger Geld zur Konfirmation als seine Freunde und konnte sich so nicht viel kaufen. Neben Gelegenheitsarbeiten verkaufte er deshalb am Wochenende seine alten Comics und Lego. Später holte er noch alte Sachen vom Sperrmüll, restaurierte sie und verkaufte auch diese. Nach seiner Schulzeit übte Beuge verschiedene Berufe aus. Nebenbei betrieb er einen Trödelhandel in Köln und Troisdorf und belieferte Märkte in Deutschland, Belgien und Österreich.
Er ging zu ProSieben und man sah ihn als Trödelexperte in Ramsch und Reibach. Er war auch im WDR in der Sendung Der große Finanz-Check zu sehen. Bis 2011 trat er noch in der Servicezeit des WDR als Experte auf.
Von 2007 bis 2011 war er in seiner eigenen Sendung Der Trödel-King zu sehen. Im Mai 2013 erlitt er Becken- und Rückenverletzungen, als er von einem Auto angefahren wurde.
Ende Mai 2014 wurde eine Pilotfolge der Doku-Soap Beuges Schätze – Der Trödelprofi unterwegs auf Kabel eins gezeigt. Neben dem Verkauf von Trödel seiner Klienten, stehen auch der Erwerb von wertvollen Gegenständen für Klienten auf der Agenda. Die Pilotfolge erreichte nur unterdurchschnittliche Einschaltquoten.
Seit 2017 arbeitet Beuge für nationale und internationale Auktionshäuser. Dabei trennt er wertvolle Gegenstände, die direkt in die Auktion gehen, von Gegenständen mit geringen Sachwert, die er in sein Netzwerk aufnimmt und über das Internet vertreibt. Außerdem berät er Familien bezüglich Antiquitäten.

## Steuerhinterziehung
Beuges Name machte 2012 die Runde, als herausgefunden wurde, dass er Steuern hinterzogen hat. Beuge soll alleine von 2008 bis 2009 Einkommens- und Umsatzsteuer im jeweils hohen fünfstelligen Bereich hinterzogen haben. 2011 bekam das Siegburger Finanzamt einen anonymen Hinweis. Im November 2011 wurde er vorläufig festgenommen. Aufgrund von Steuerhinterziehungen in Höhe von rund 200.000 Euro wurde von der Staatsanwaltschaft gegen Roland Beuge ein Strafbefehl von zehn Monaten Haft auf Bewährung erlassen. Beuge legte gegen den Strafbefehl keinen Einspruch ein.